# Uzdin
Uzdin (izvirno srbsko Уздин) je naselje v Srbiji, ki upravno spada pod Občino Kovačica; slednja pa je del Južnobanatskega upravnega okraja.

## Demografija
V naselju, katerega izvirno (srbsko-cirilično) ime je Уздин, živi 1985 polnoletnih prebivalcev, pri čemer je njihova povprečna starost 41,9 let (40,4 pri moških in 43,5 pri ženskah). Naselje ima 846 gospodinjstev, pri čemer je povprečno število članov na gospodinjstvo 2,95.
To naselje je v glavnem romunsko (glede na popis iz leta 2002), a v času zadnjih treh popisov je opazno zmanjšanje števila prebivalcev.
|  |

| Demografija | Demografija     | Demografija     |
| Leto        | Št. prebivalcev | Št. prebivalcev |
| ----------- | --------------- | --------------- |
|             |                 |                 |
|             |                 |                 |
|             |                 |                 |
|             |                 |                 |
| 1948        | 4808            |                 |
| 1953        | 4722            |                 |
| 1961        | 4593            |                 |
| 1971        | 4202            |                 |
| 1981        | 3885            |                 |
| 1991        | 3099            | 2895            |
| 2002        | 2760            | 2498            |
|             |                 |                 |

| Etnična sestava po popisu iz leta 2002 | Etnična sestava po popisu iz leta 2002 | Etnična sestava po popisu iz leta 2002 | Etnična sestava po popisu iz leta 2002 | Etnična sestava po popisu iz leta 2002 |
| -------------------------------------- | -------------------------------------- | -------------------------------------- | -------------------------------------- | -------------------------------------- |
| Romuni                                 | Romuni                                 |                                        | 1.909                                  | 76,42%                                 |
| Srbi                                   | Srbi                                   |                                        | 349                                    | 13,97%                                 |
| Romi                                   | Romi                                   |                                        | 76                                     | 3,04%                                  |
| Slovaki                                | Slovaki                                |                                        | 30                                     | 1,20%                                  |
| Jugoslovani                            | Jugoslovani                            |                                        | 22                                     | 0,88%                                  |
| Madžari                                | Madžari                                |                                        | 17                                     | 0,68%                                  |
| Vlahi                                  | Vlahi                                  |                                        | 7                                      | 0,28%                                  |
| Črnogorci                              | Črnogorci                              |                                        | 3                                      | 0,12%                                  |
| Hrvati                                 | Hrvati                                 |                                        | 3                                      | 0,12%                                  |
| Nemci                                  | Nemci                                  |                                        | 3                                      | 0,12%                                  |
| Albanci                                | Albanci                                |                                        | 2                                      | 0,08%                                  |
| Rusini                                 | Rusini                                 |                                        | 1                                      | 0,04%                                  |
| Makedonci                              | Makedonci                              |                                        | 1                                      | 0,04%                                  |
| Neznano                                | Neznano                                |                                        | 12                                     | 0,48%                                  |